# Bud S. Smith
Bud S. Smith (* 6. Dezember 1935 in Tulsa, Oklahoma; † 23. Juni 2024 in Studio City, Kalifornien) war ein US-amerikanischer Filmeditor.

## Leben
Smith begann seine Tätigkeit im Filmgeschäft Mitte der 1960er Jahre, wo er an mehreren Fernsehproduktionen beteiligt war. Seit 1977 war er auch gelegentlich als Second-Unit-Regisseur tätig, zudem in verschiedenen Funktionen als Produzent. So wurde der 2006 von Tim Sullivan inszenierte Horrorfilm Driftwood von Smith produziert. Als eigenständiger Editor war er bis zuletzt im Jahr 2005 an mehr als 35 Produktionen beteiligt.
Mit seinem Mitwirken an Der Exorzist (1973) begann eine bis in die 1980er Jahre andauernde Zusammenarbeit mit dem  Regisseur William Friedkin.
Im Jahr 1987 gab Smith mit der Filmkomödie Johnny be Good sein Debüt als Regisseur. Diese Produktion blieb seine einzige Regiearbeit.
Smith war in seiner Karriere zwei Mal für den Oscar in der Kategorie Bester Schnitt nominiert: 1974 für seine Beteiligung an Der Exorzist und 1984 für Flashdance. Für letzteren wurde er mit dem  British Academy Film Award in der ausgezeichnet.
2008 ehrten ihn die American Cinema Editors mit dem ACE Career Achievement Award.
Smith starb im Alter von 88 Jahren in seinem Zuhause. Er hinterließ seine Ehefrau, mit der er 33 Jahre verheiratet war.

## Filmografie (Auswahl)
- 1969: Putney Swope
- 1973: Der Exorzist (The Exorcist)
- 1977: Atemlos vor Angst (Sorcerer)
- 1978: Das große Dings bei Brinks (The Brink's Job)
- 1980: Cruising
- 1982: Personal Best
- 1982: Katzenmenschen (Cat People)
- 1983: Flashdance
- 1983: Das Bombengeschäft (Deal of the Century)
- 1984: Karate Kid
- 1985: Leben und Sterben in L.A. (To Live and Die in L.A.)
- 1986: C.A.T.-Squad – Die Elite schlägt zurück (C.A.T. Squad)
- 1987: Ist sie nicht wunderbar? (Some Kind of Wonderful)
- 1990: Darkman
- 2000: Helden aus der zweiten Reihe (The Replacements)
- 2003: Der schwarze Hengst… wie alles begann (The Young Black Stallion)
- 2004: Im Feuer (Ladder 49)
- 2005: Das Spiel ihres Lebens (The Game of Their Lives)